# U4-es metróvonal (Bécs)
Az U4-es metróvonal (eredeti német nevén U-Bahnlinie 4) a bécsi metróhálózat tagja. A vonal a régi Stadtbahn hálózat pályáját használja, amit 1898-ban nyitottak meg. A metró 1976 óta szállít utasokat, így Bécsben ez az elsőnek átadott metró. Azóta folyamatosan fejlesztették, míg 1981-ben elnyerte a mai útvonalát, ám akkor még Spittelau és Längenfeldgasse állomásokat nem tartalmazta.
A vonal színe: sötétzöld.

## Története

### A metró elődje aStadtbahn
1898-ban Bécset átszelő vasúti hálózatot hoztak létre. Ezt hívták Stadtbahnnak. A vonalon az osztrák vasúttársaság által üzemeltetett gőz vontatású járművek közlekedtek. Az állomásokat Otto Wagner tervezte az akkori korszak stílusában. Összesen öt Stadtnahnvonal épült, név szerint a Vorortelinie, Gürtellinie, Donaukanallinie valamint a Wientallinie alsó- és felső szakasza és ezeken felül a rövid összekötő szerepű Verbindungsbogen. A hálózat azonban nem hozta a tőle várt sikereket. A városközpontot nem érintő vonalak díjszabása nem volt kompatibilis a város többi közlekedési járművével, így kevesebb ember tudta használni és a jegyárbevétel is alacsony lett, miközben a gőzmozdonytól jobban gyorsuló párhuzamosan közlekedő villamosok gyorsabban letudták a távot. Az első világháború pedig végleg betett a gőz üzemű Stadtbahnnak. Ekkor a hálózatot leállították és csak 1922-ben indították újra. Azonban ugyanúgy sikertelen volt, így az Osztrák vasúttársaság abbahagyta az üzemeltetését. 

A hálózat üzemeltetését Bécs városa vette át a Vorortelinie kivételével. A többi Stadtbahnvonalat villamosították és Wiener Elektrische Stadtbahn néven újraindították 1925-ben. Ezeken a vonalakon betűvel jelzett viszonylatokat hoztak létre a vonal által érintett pályaszakaszok szerint. Ezek közül az U4-es metró szempontjából a WD volt a legérdekesebb, mivel a kezdetekben útvonala teljesen megegyezett az U4-gyel, majd ahogy az U4 terjeszkedett előre, úgy szorult vissza a WD.

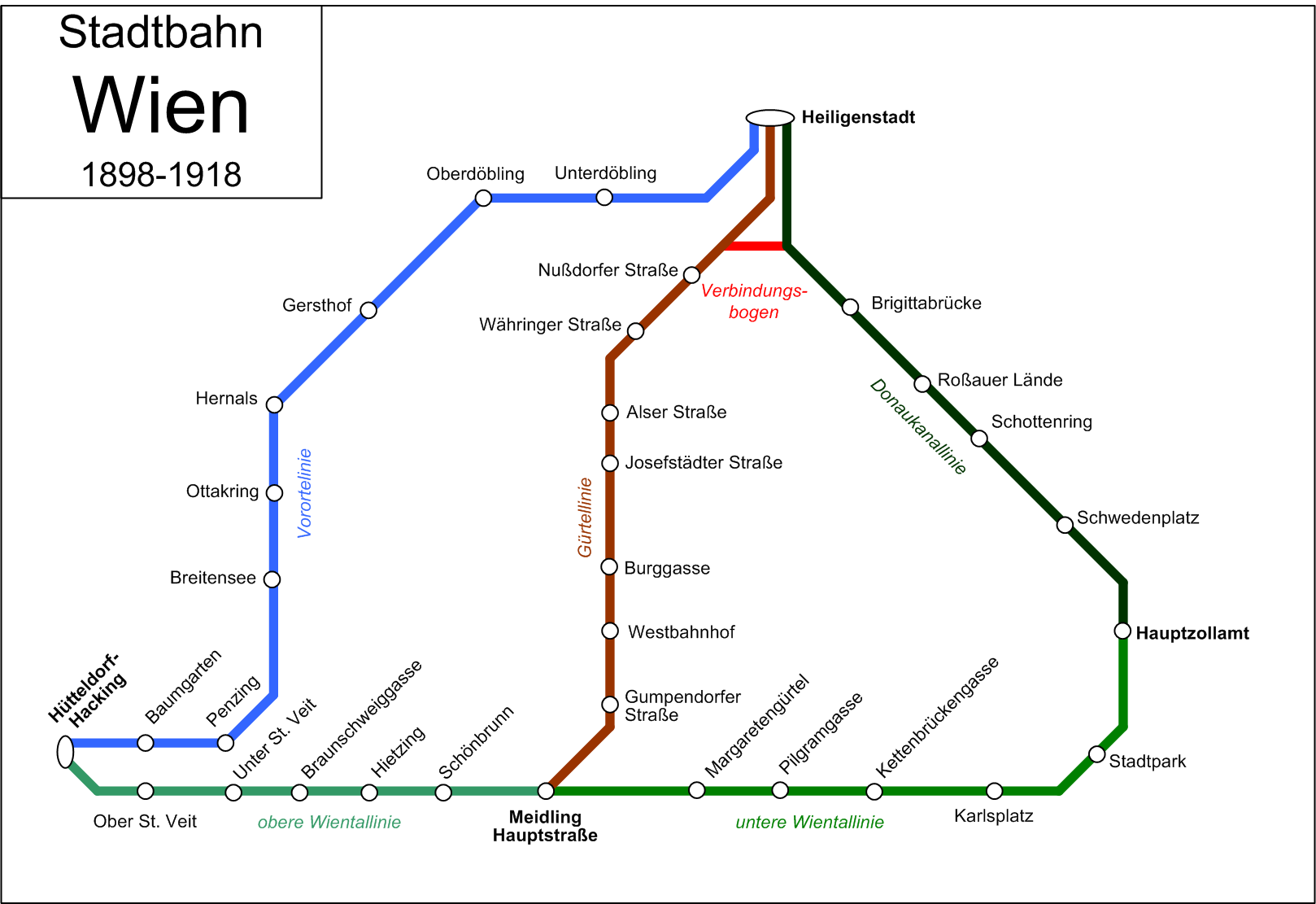
A gőzüzemű Stadtbahn sematikus térképe
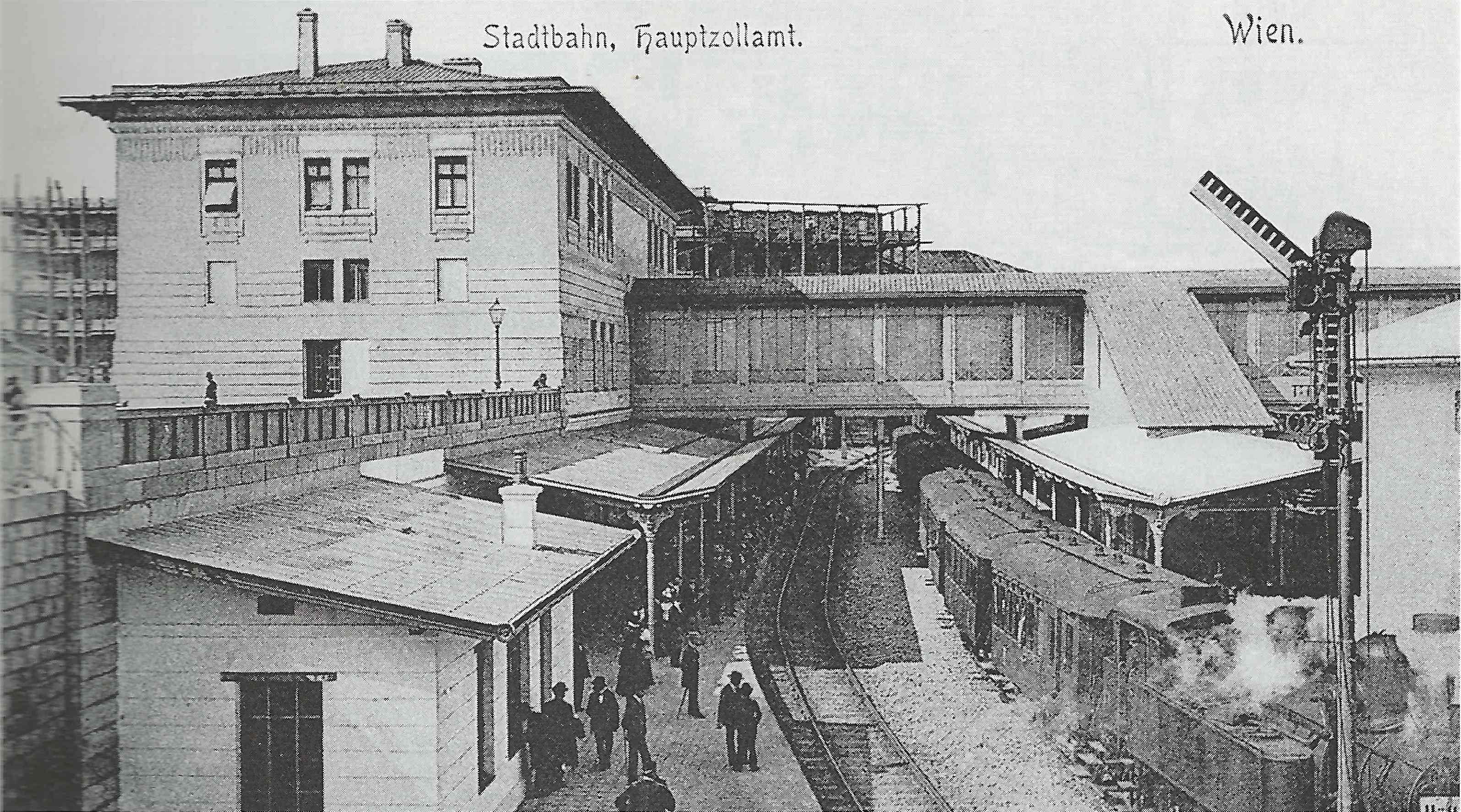
Az eredeti gőz üzemű Stadtbahn Landstraße állomásnál (akkor nevén Hauptzollamt)
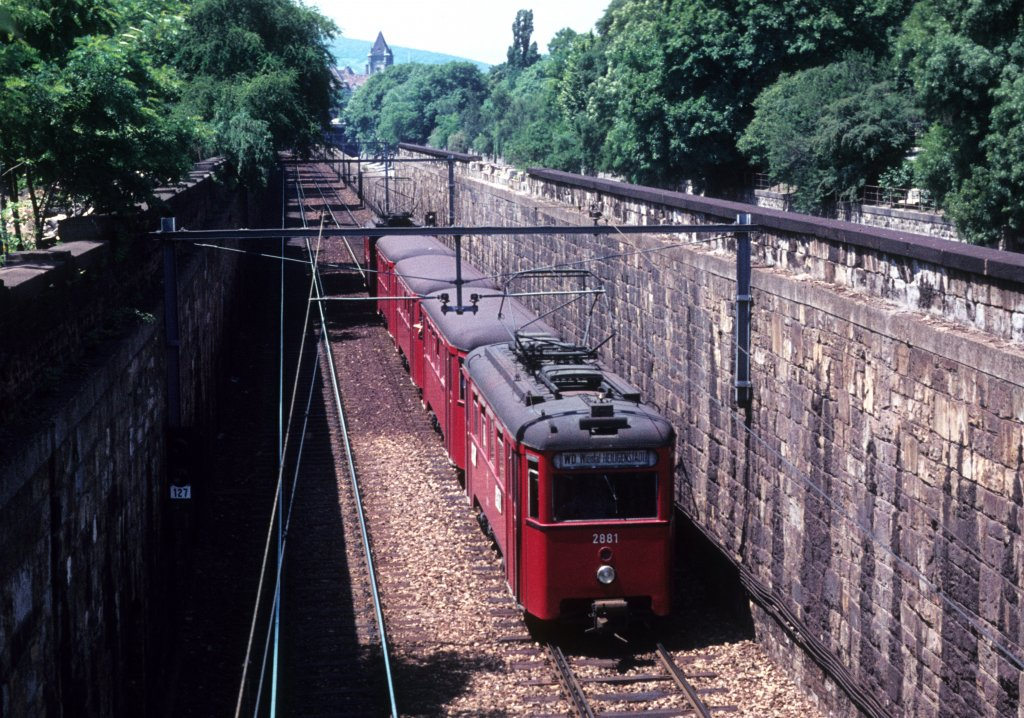
Elektromos Stadtbahnszerelvény

### Két állomásos kísérleti metró
Az elektromos Stadtbahnt próbajelleggel átalakították metróvá Heiligenstadt és Friedensbrücke között 1976-ban. Ekkor még nem létezett Spittelau állomás, így a metrónak egyetlen köztes állomása sem volt. A rövidke pályán tesztelték a metrókat, majd végül 1976. május 8-án, szombaton megnyitották az utasok előtt. Ez a két állomásos próbametró volt Bécs első metrója, mely érdekes módon az U4-es számot kapta. Ekkor már viszont épülőben volt az U1-es metró is, ami az U4-es metró kísérleti szakaszától jó távol, szigetüzemben volt.

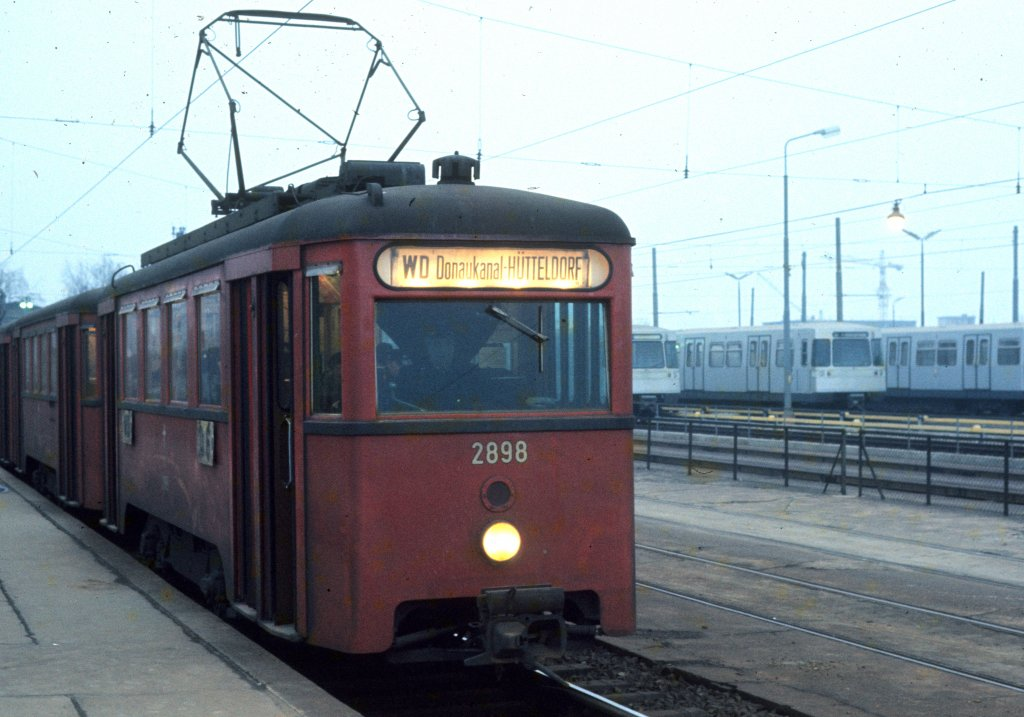
Múlt és jelen. A Stadtbahn és az őt felváltó felváltó metrókocsik 1974-ben Heiligenstadtnál.
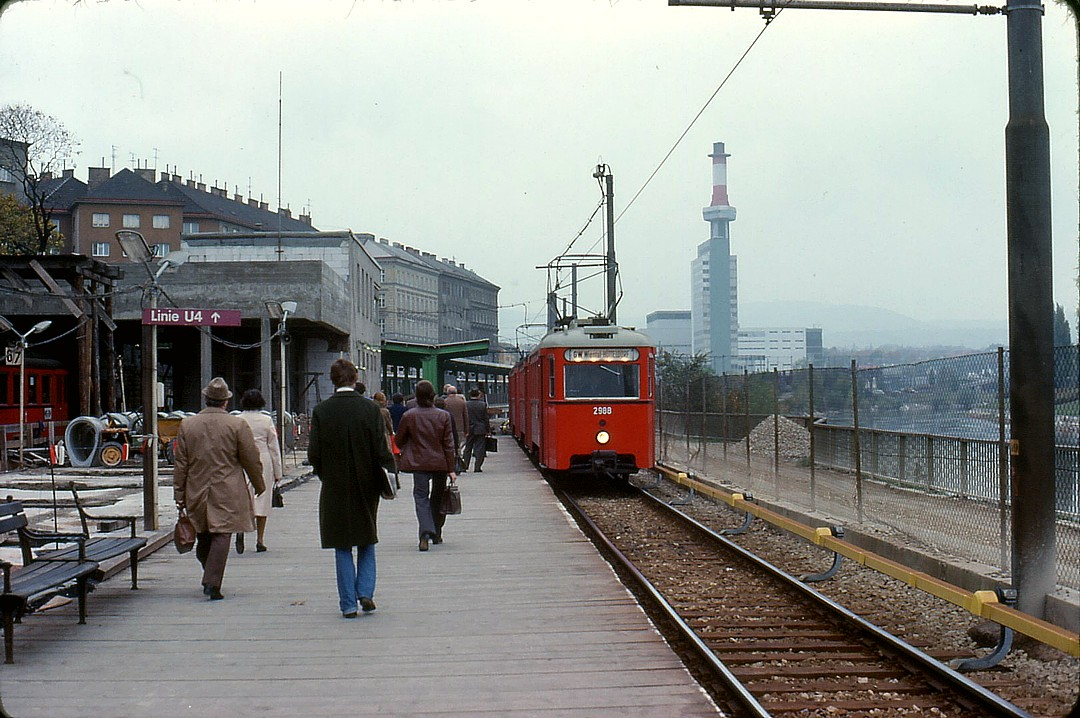
Friedensbrücke állomás 1977-ben, amikor a peronok egyik végét a metró, a másik végét pedig a Stadtbahn használta
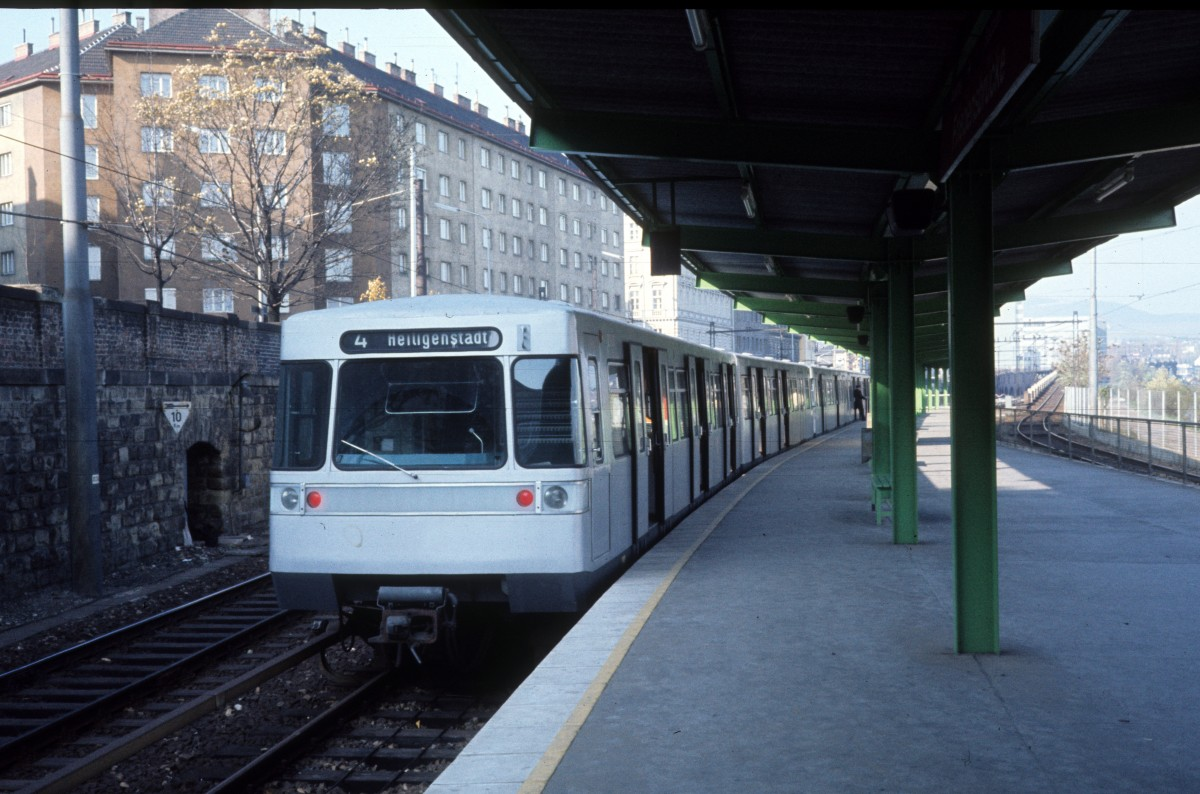
Friedensbrücke állomás régi kinézete

### Az U4 tovább hosszabbodik aStadtbahnhelyén
A két állomásos metró hozta a sikereket, így elkezdték tovább hosszabbítani a Donaukanal vonalon. Itt egészen Schottenringig alakították át a Stadtbahnt, így a Donaukanallinie stadtbahnos szereplése véget ért. A hosszabb, Schottenring és Heiligenstadt közötti metrót 1978. április 3-a óta használhatják az utasok. Ezután a Wientallinie következett. Először csak Karlsplatzig alakították át, ahol összeköttetésbe került az U1-gyel, és megszűnt a szigetüzem. A továbbiakban szakaszosan haladt előre a metró, és szorult vissza a Stadtbahn. Mivel viszont mindig csak kisebb pályarészeket adtak át, 1976 és 1981 között a már metró üzemű és a még Stadtbahn üzemű pályarészek között át kellett szállniuk azoknak, akik végig szerettek volna utazni a teljes vonalon.
1980. október 26-án a Karlsplatz – Meidling Hauptstraße, 1981. augusztus 31-én a Meidling Hauptstraße – Hietzing, 1981. december 20-án pedig az utolsó, Hietzing – Hütteldorf szakaszt adták át.

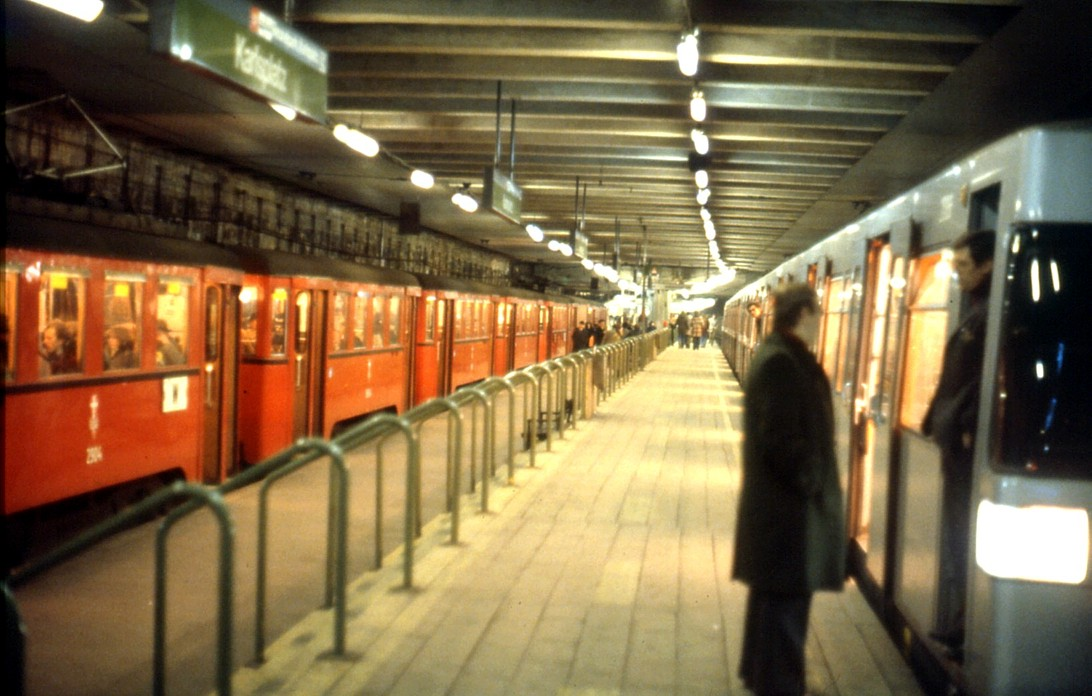
Ideiglenes végállomás  Karlsplatznál 1979-ben. A Heilingenstadti szakasz már metrós, a Hütteldorfi viszont még stadtbahnos
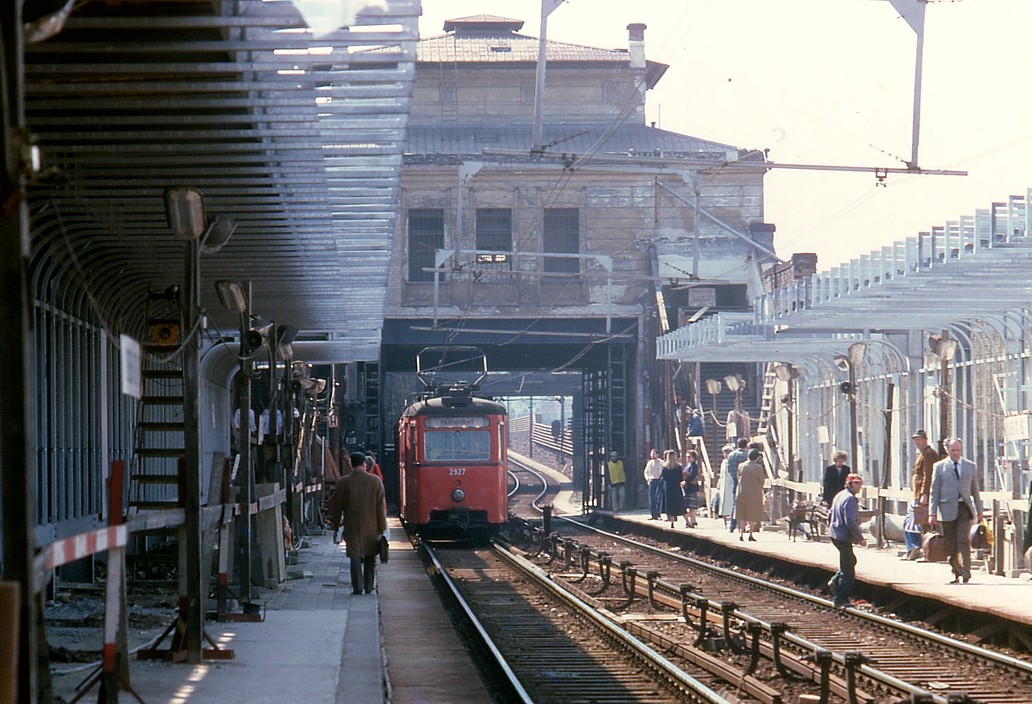
A Stadtbahn utolsó hónapjai Ober St. Veit-nál. Ekkor még zajlott a metróvá alakítás
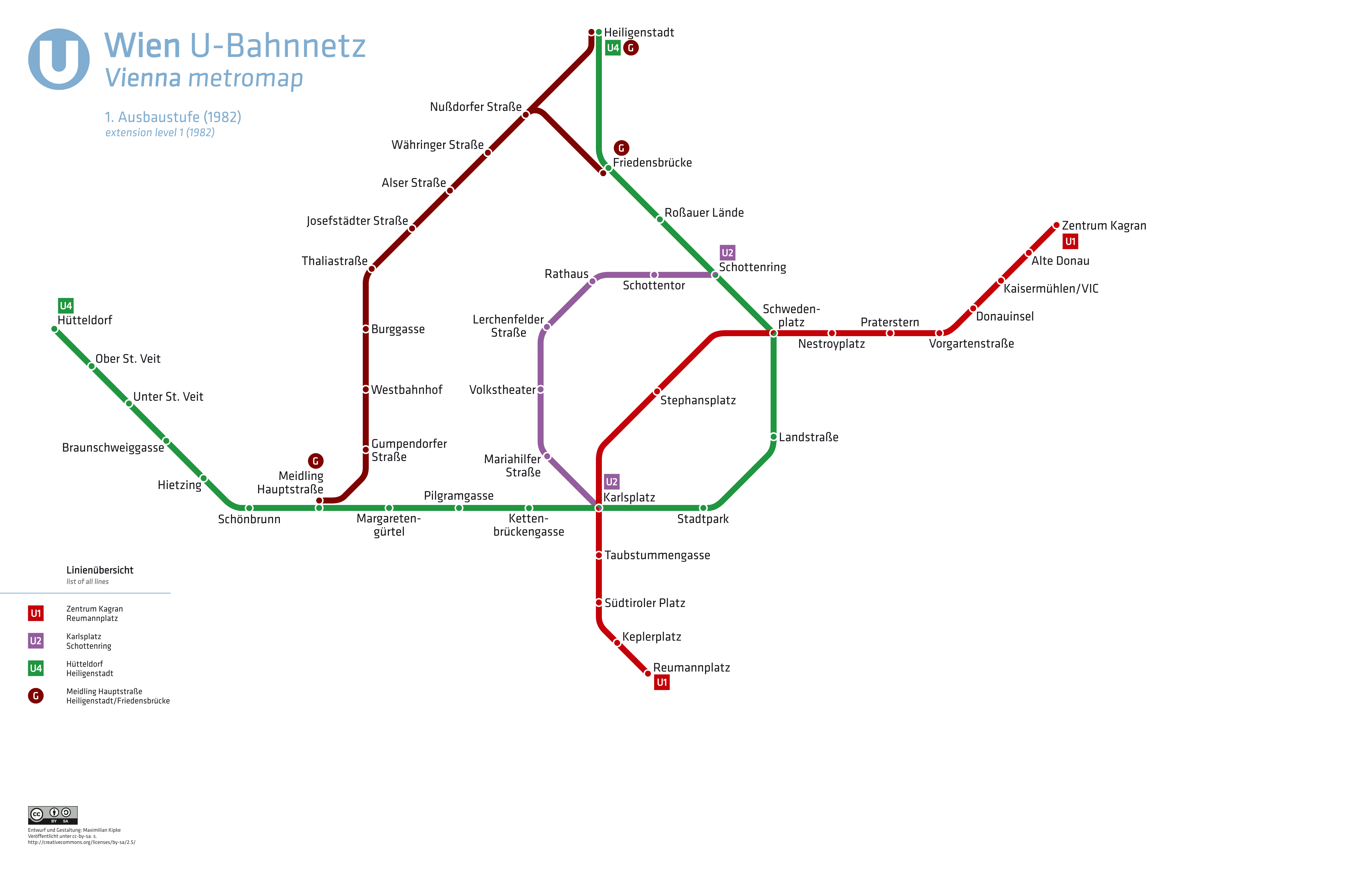
A bécsi metró és stadtbahn térképe 1982-ben, amikor már az U4-es metró elérte Hütteldorfot
Az U4 vonal vonalvezetésének méretarányos ábrázolása

### Összefoglaló táblázat
| Év                    | Végállomások                         |
| --------------------- | ------------------------------------ |
| 1976 - 1978           | Heiligenstadt ↔ Friedensbrücke       |
| 1978 ápr. - 1978 aug. | Heiligenstadt ↔ Schottenring         |
| 1978 - 1980           | Heiligenstadt ↔ Karlsplatz           |
| 1980 - 1981           | Heiligenstadt ↔ Meidling Hauptstraße |
| 1981 aug. - 1981 dec. | Heiligenstadt ↔ Hietzing             |
| 1981 -                | Heiligenstadt ↔ Hütteldorf           |

| A metróvonal hossza | A metróvonal hossza | A metróvonal hossza | A metróvonal hossza | A metróvonal hossza |
| ------------------- | ------------------- | ------------------- | ------------------- | ------------------- |
| Dátum               |                     |                     |                     | Hossz               |
| 1976.05.08.         | 1976.05.08.         |                     | 2,4 km              | 2,4 km              |
| 1978.04.03.         | 1978.04.03.         |                     | 3,9 km              | 3,9 km              |
| 1978.08.15.         | 1978.08.15.         |                     | 7 km                | 7 km                |
| 1980.10.26.         | 1980.10.26.         |                     | 11 km               | 11 km               |
| 1981.08.31.         | 1981.08.31.         |                     | 12,8 km             | 12,8 km             |
| 1981.12.20.         | 1981.12.20.         |                     | 16,3 km             | 16,3 km             |
|                     |                     |                     |                     |                     |

## Járműpark
Az U4-es metrón a kezdetektől fogva ezüstnyíl kocsik közlekednek. Eleinte csak a sima U típusjelzésűvel, majd később a későbbiekben ennek továbbfejlesztett változatával, az U1 és U11-es járművekkel is lehet találkozni. Az első modernebb, V típusú sorozatjármű 2007. január 2-a óta közlekedik a vonalon a régebbi típusokkal együtt, majd elterjedésükkel az U sorozat elkezdett visszaszorulni. Először a sima U típusú járművek kerültek ki a forgalomból, az utolsó ilyen jármű 2016-ban közlekedett a vonalon. A sorozat többi altípusa egyelőre még közlekedik. A járműkiadásról Wasserleitungswiese kocsiszín és Hütteldorf tárolóállomás gondoskodik. Minden szerelvény hat kocsiból áll.

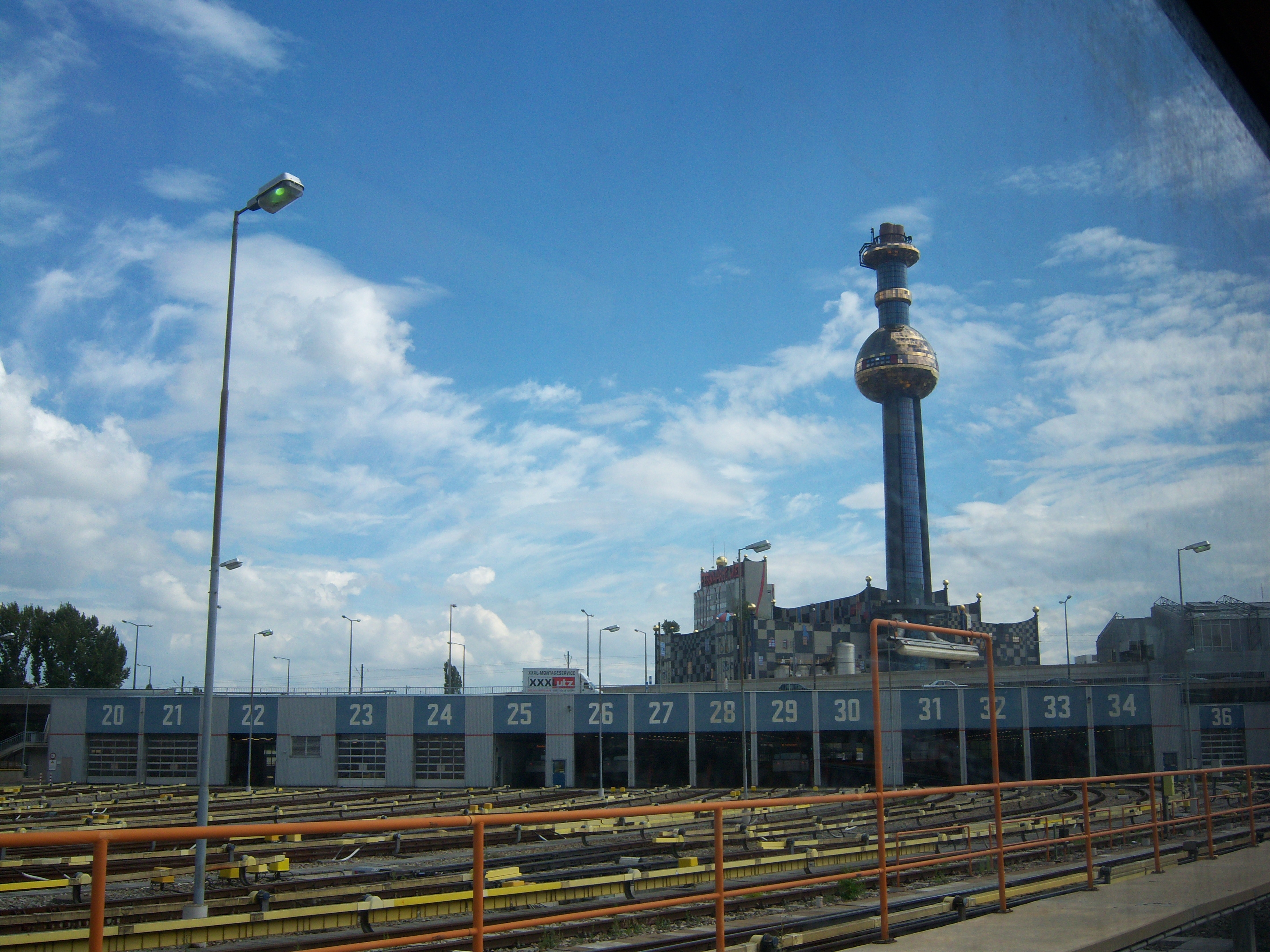
Wasserleitungswiese kocsiszín
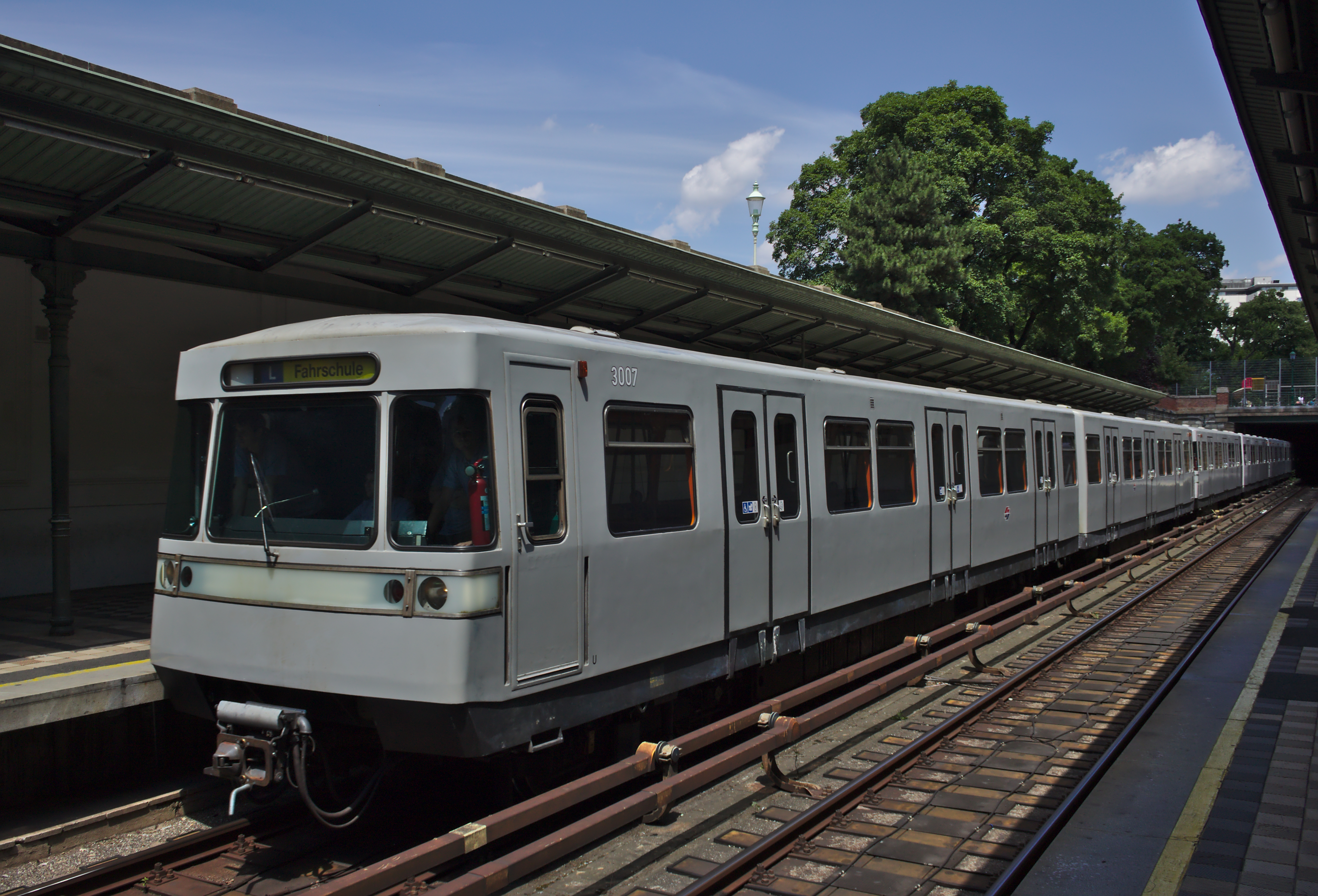
U típus
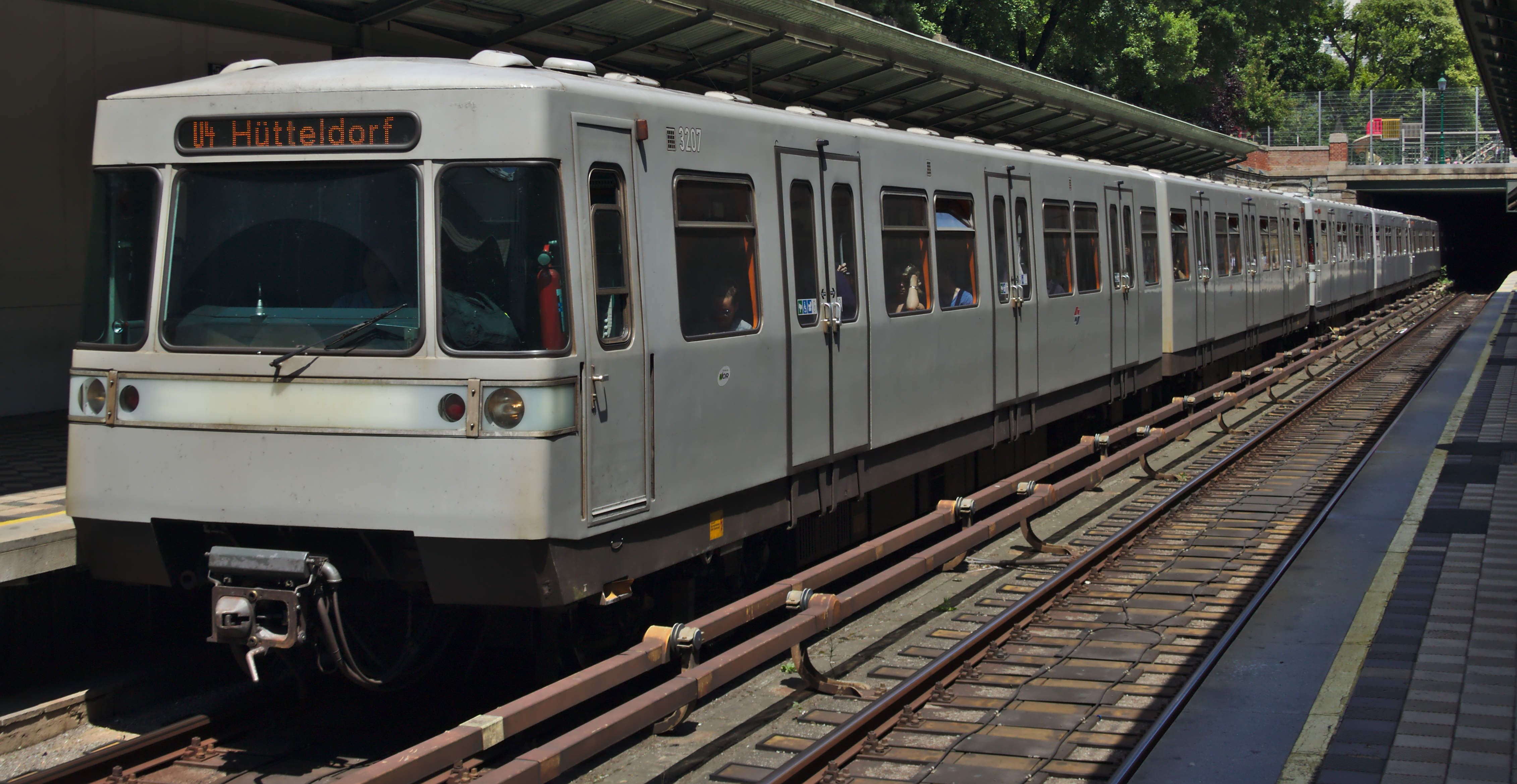
U1 típus
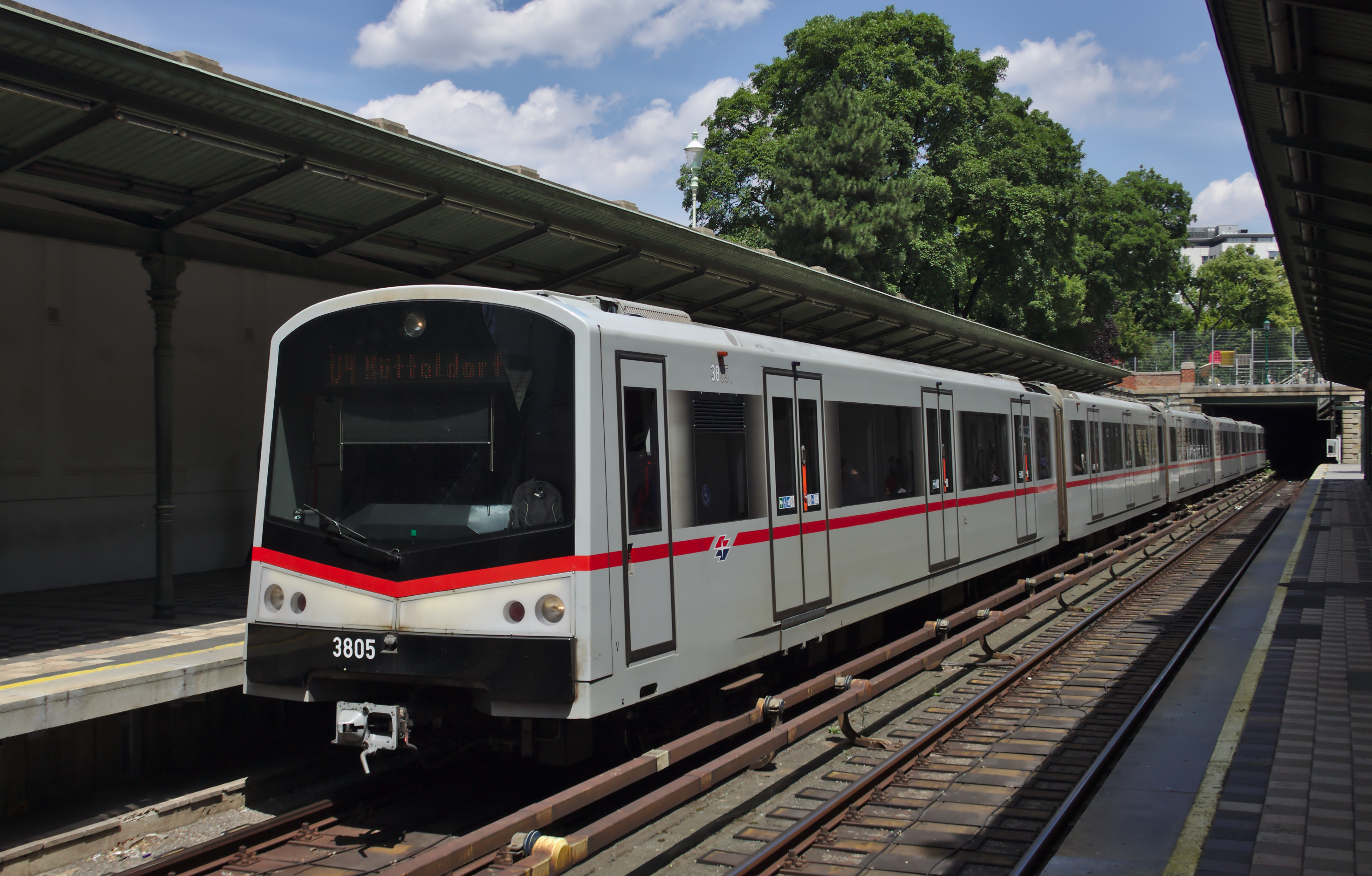
V típus

## Állomáslista és átszállási kapcsolatok
| U4 (Heiligenstadt ◄► Hütteldorf) | U4 (Heiligenstadt ◄► Hütteldorf)        | U4 (Heiligenstadt ◄► Hütteldorf) | U4 (Heiligenstadt ◄► Hütteldorf)                       | U4 (Heiligenstadt ◄► Hütteldorf)                       |
| Perc (↓)                         | Állomás [magyar név]                    | Perc (↑)                         | Átszállási kapcsolatok                                 | Fontosabb létesítmények                                |
| -------------------------------- | --------------------------------------- | -------------------------------- | ------------------------------------------------------ | ------------------------------------------------------ |
| 0                                | Heiligenstadt végállomás                | 29                               | S40 , S45 D 5B, 10A, 11A, 38A, 39A                     | Wien Heiligenstadt vasútállomás                        |
| 2                                | Spittelau                               | 27                               | U6 S40 D 35A, 37A                                      | Wien Spittelau vasútállomás                            |
| 3                                | Friedensbrücke [Béke híd]               | 26                               | 5, 33                                                  |                                                        |
| 4                                | Roßauer Lände                           | 25                               |                                                        |                                                        |
| 6                                | Schottenring [Skót körút]               | 23                               | U2 1, 31, U2Z 3A                                       |                                                        |
| 7                                | Schwedenplatz [Svédek tere]             | 22                               | U1 1, 2, VRT 2A                                        |                                                        |
| 9                                | Landstraße                              | 20                               | U3 S1 , S2 , S3 , S4 , S7 O 74A CAT                    | Wien Mitte vasútállomás, Wien Mitte bevásárlóközpont   |
| 10                               | Stadtpark [Várospark]                   | 19                               |                                                        | Stadtpark (Bécs második legnagyobb parkja)             |
| 12                               | Karlsplatz [Károly tér]                 | 17                               | U1 1, 2, 62, 71, D, U2Z 2A, 4A, 59A Wiener Lokalbahn   | Károly tér; Károly-templom; Operaház; Ring (körút)     |
| 14                               | Kettenbrückengasse [Lánchíd köz]        | 15                               |                                                        |                                                        |
| 15                               | Pilgramgasse                            | 14                               | 12A, 13A, 14A                                          |                                                        |
| 17                               | Margaretengürtel                        | 12                               | 6, 18                                                  |                                                        |
| 19                               | Längenfeldgasse                         | 10                               | U6 12A                                                 |                                                        |
| 20                               | Meidling Hauptstraße [Meidling, főutca] | 9                                | 7A, 9A, 10A, 63A                                       | U4 Center                                              |
| 21                               | Schönbrunn                              | 8                                | 10A                                                    | Schönbrunni kastély                                    |
| 23                               | Hietzing                                | 6                                | 10, 60 51A, 56A, 56B, 58A, 58B                         | Schönbrunni kastély, Schönbrunni Állatkert             |
| 24                               | Braunschweiggasse                       | 5                                |                                                        |                                                        |
| 25                               | Unter St. Veit                          | 4                                | 47A                                                    |                                                        |
| 27                               | Ober St. Veit                           | 2                                | 47A, 54A, 54B                                          |                                                        |
| 29                               | Hütteldorf végállomás                   | 0                                | S45 , S50 , S80 43B, 47B, 49A, 50A, 50B, 52A, 52B, 53A | Gerhardt-Hanappi Stadion, Wien Hütteldorf vasútállomás |

## Galéria

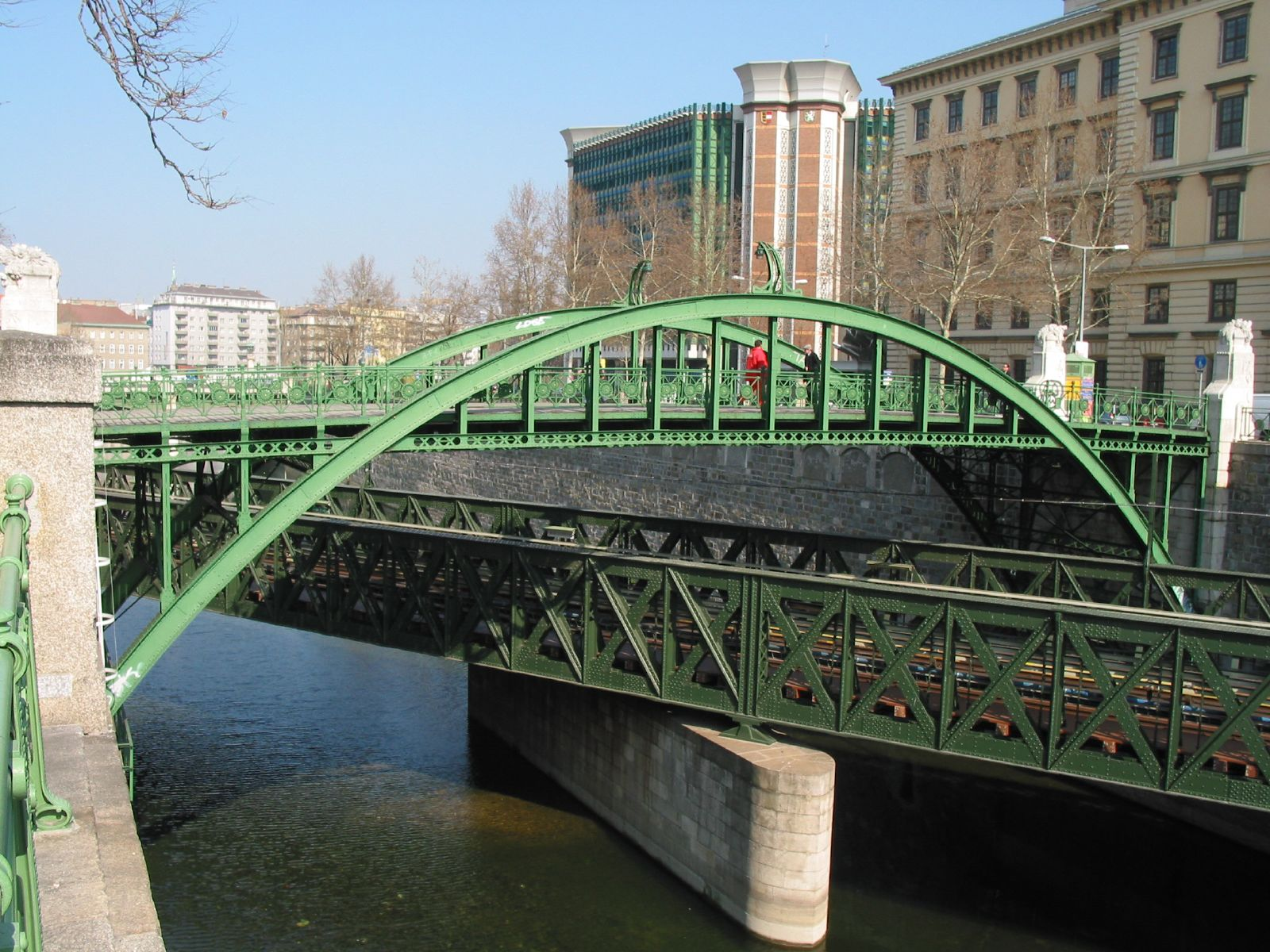
A vonal egyik nevezetessége, a műemlék Zollamtsbrücke a Wien folyó fölötti híd (Schwedenplatz és Landstraße között)
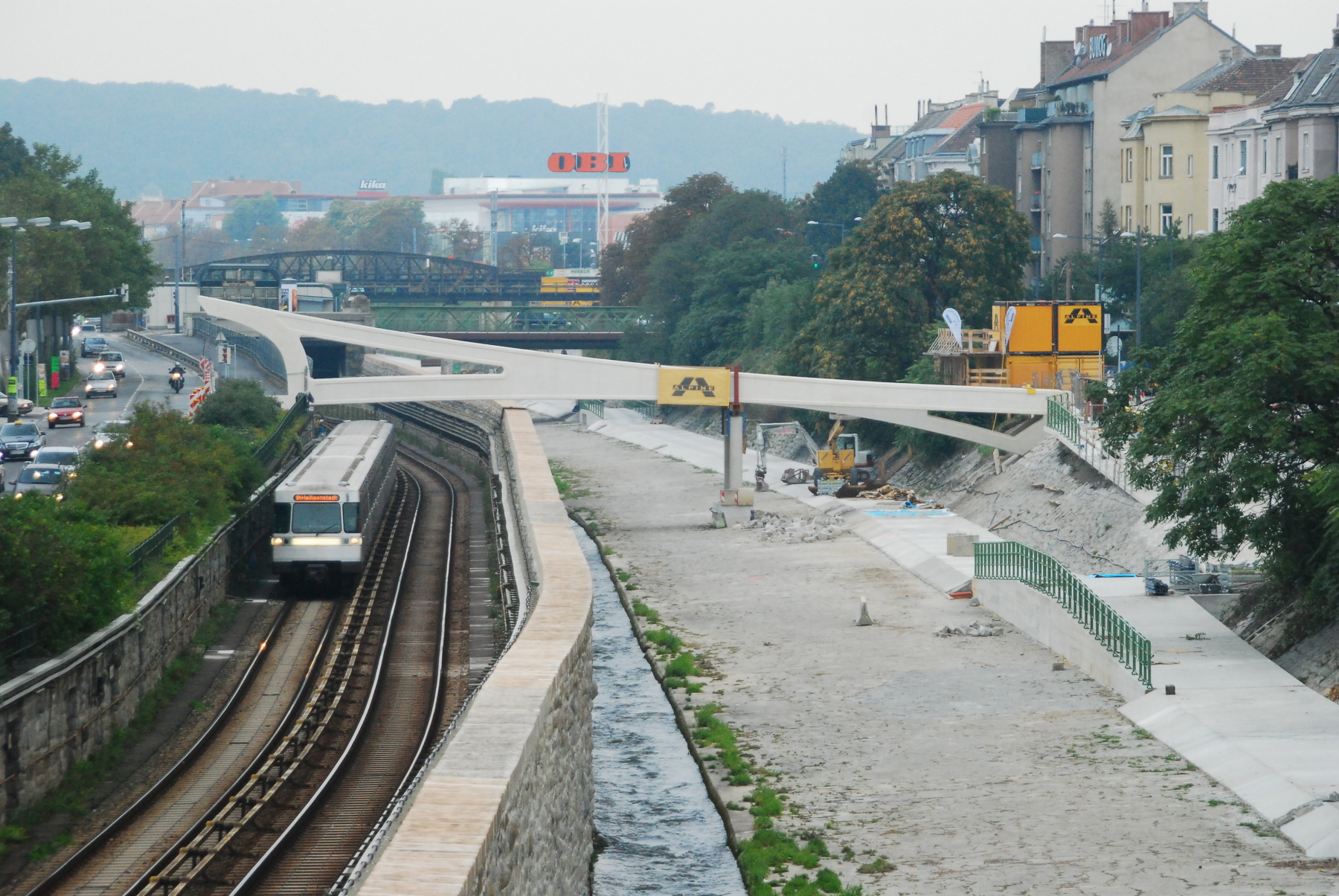
A metró fölé épített gyalogoshíd
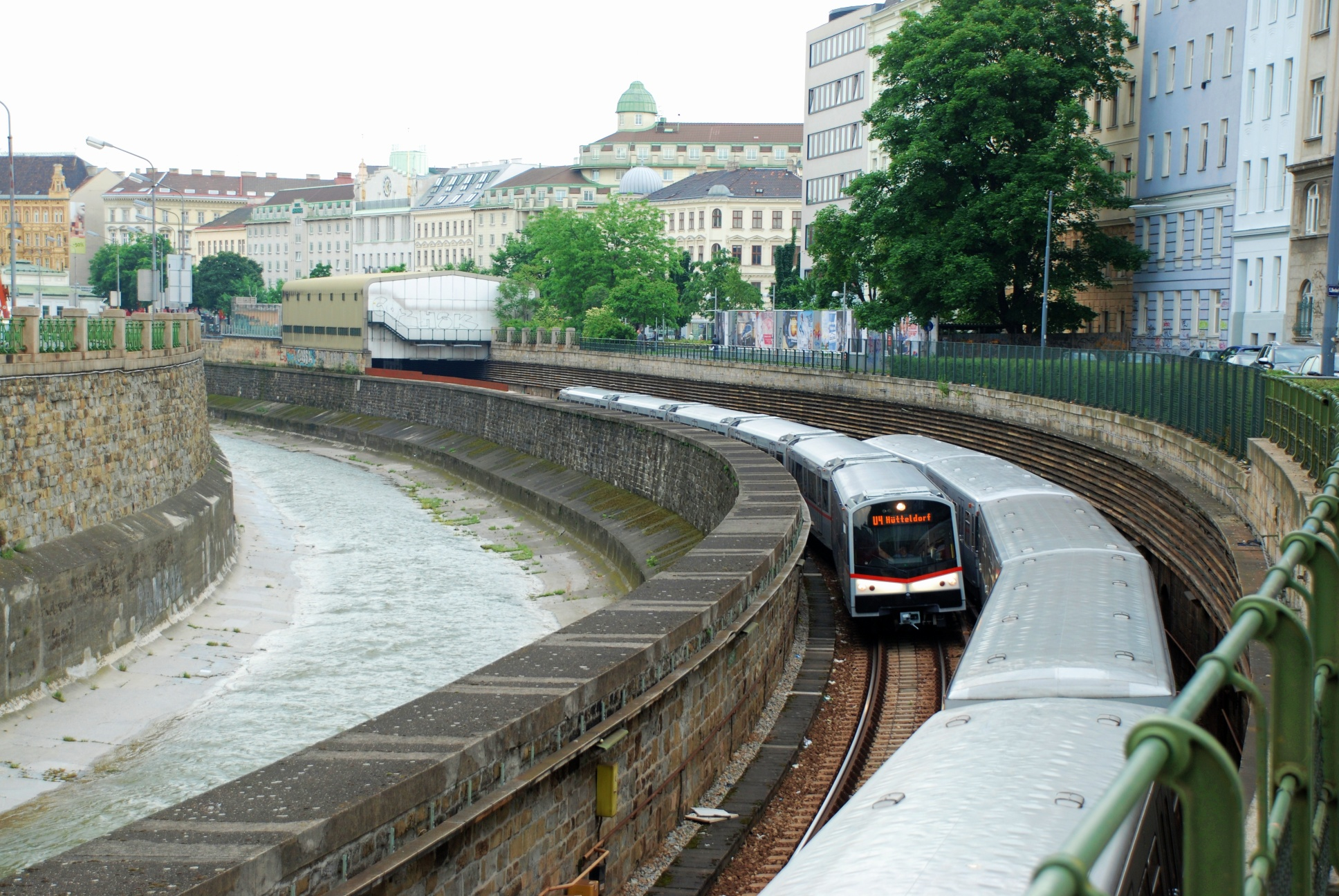
Az U4-es metró hütteldorfi szakaszán szorosan a Wien folyó medre mellett halad
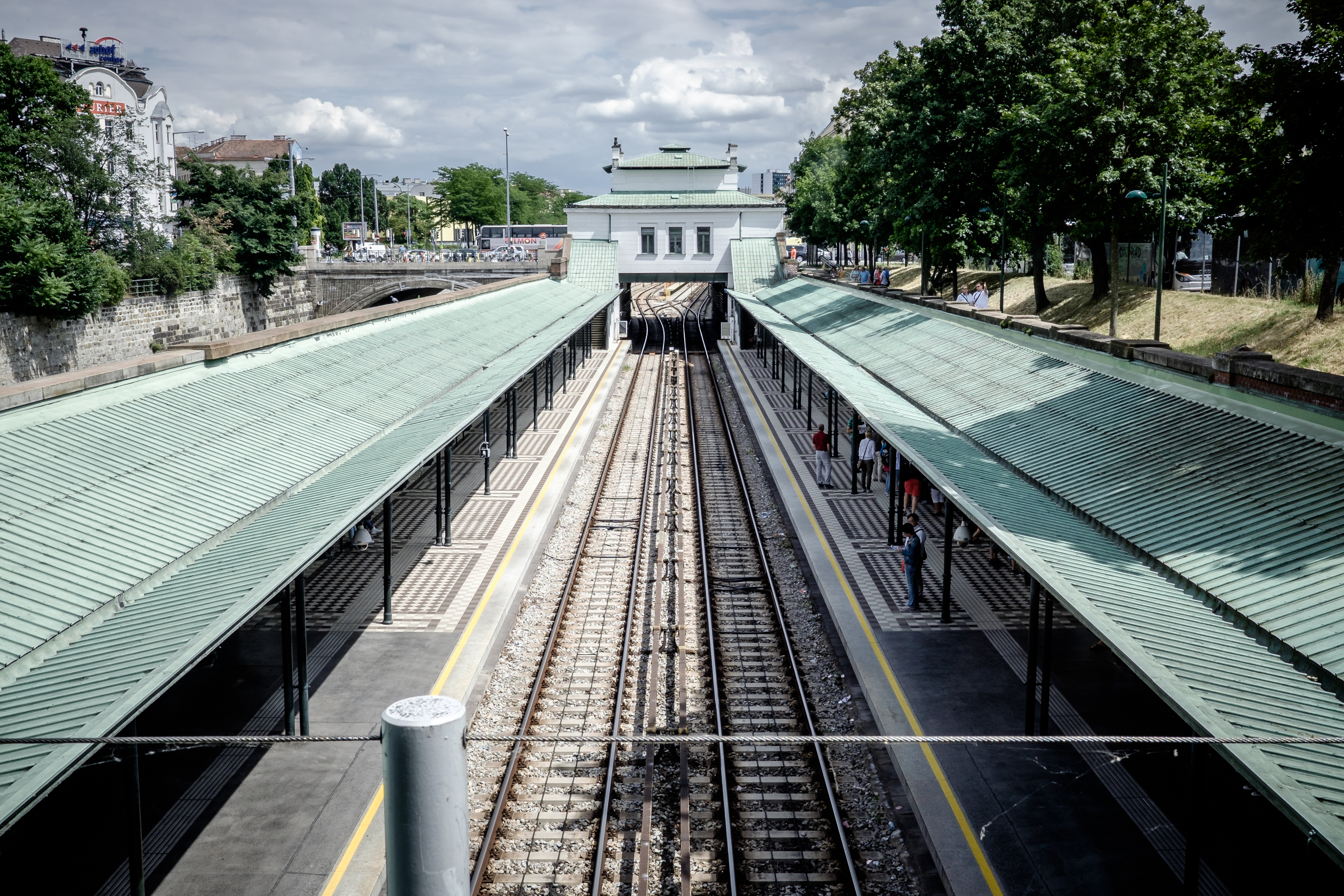
Schönbrunn állomás
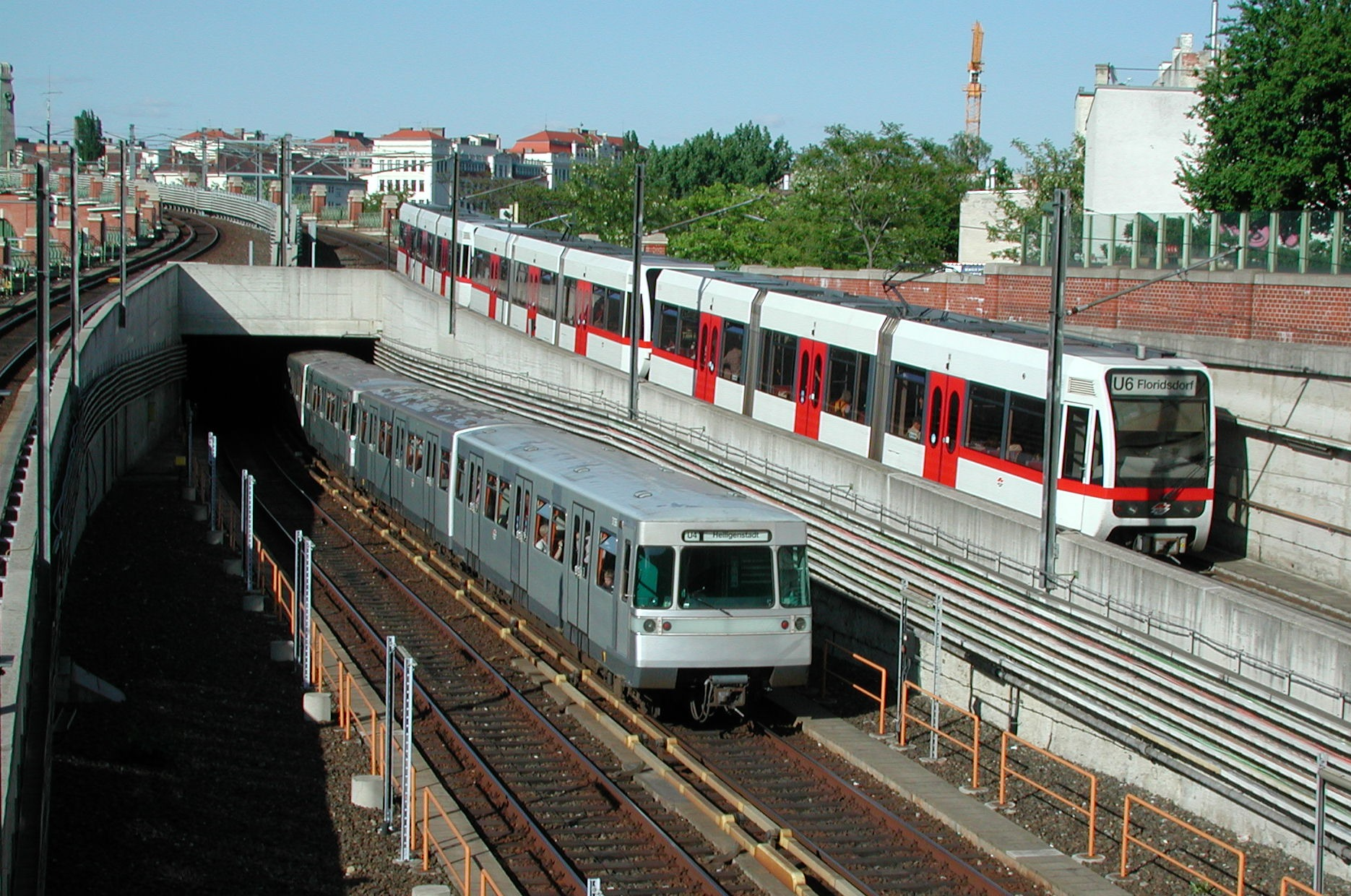
Az U4 és az U6 a Längenfeldgasse állomás közelében